# Siódmak (powiat szczycieński)
Siódmak (niem. Schodmak, 1938–1945 Wiesendorf) – wieś w Polsce położona w województwie warmińsko-mazurskim, w powiecie szczycieńskim, w gminie Szczytno, znajdująca się ok. 5 km na południe od Szczytna. W latach 1975–1998 miejscowość położona była w województwie olsztyńskim.
Niewielka miejscowość położona ok. 3 km od granic Szczytna, 5 km na wschód od Jeziora Sędańskiego (dawniej Jez. Sęduńskie, Sedańskie, Seedanziger See – powierzchnia ok. 1,9 km²). Siódmak powstał przy linii kolejowej ze Szczytna do Ostrołęki, są tu też pozostałości przystanku kolejowego. Linia ta jednak nie jest już używana. Dojazd: ze Szczytna drogą krajową nr DK57 ok. 2,5 km w stronę Warszawy, następnie zgodnie z drogowskazem w prawo. Droga utwardzona.

## Historia
Dawniej była to śródleśna, mazurska osada, później folwark należący do urzędu dominialnego w Szczytnie. W 1786 r. folwark zlikwidowano i przekształcono w wieś chłopską (czynszowa). Na początku XIX w. wieś powiększono o grunty wydzielone z Lasów Korpelskich. Na początku XX w. we wsi znajdował się pensjonat o nazwie Willa Maria Ritzkat. W 1938 r., w ramach akcji germanizacyjnej nazw, zmieniono urzędową nazwę wsi na Wiesendorf.

## Zabytki
- dawny cmentarz ewangelicki ze starymi drzewami (dęby), położony w pobliżu torów kolejowych
- zabytkowe chałupy drewniane, domy nr 12, 13 (połowa XIX w.) i 16 (początek XIX w.)

## Literatura
- Mieczysław Orłowicz: Ilustrowany przewodnik po Mazurach Pruskich i Warmii. Na nowo podali do druku Grzegorz Jasiński, Andrzej Rzempołuch, Robert Traba. Olsztyn: Agencja Wydawnicza "Remix", 1991, s. 183. ISBN 83-900155-0-1.
- Iwona Liżewska, Wiktor Knercer: Przewodnik po historii i zabytkach Ziemi Szczycieńskiej. Olsztyn: Agencja Wydawnicza "Remix" s.c., 1998, s. 171. ISBN 83-87031-13-5.